# ロンパイア
ロンパイア（古代ギリシャ語: ῥομφαία, ラテン文字転写: Rhomphaia）は、紀元前3世紀頃の刀剣で、緩やかにS字型に湾曲した刀身を持つ。トラキア人の代表的な武器として知られる。

## 形状
この武器の形状については多くの説があるが、刃と柄の長さがほぼ同じで、考古学的な史料から全長は2 mほどと推測されており、柄は木製であったようである。
形状から、両手で振り回し、相手を切断することに威力を発揮する武器であった。

## 歴史
ロンパイアについて記された最古の記述は、ティトゥス・リウィウスの著作に見ることができ、森の中では長すぎて扱い難い武器であったことなどが触れられている。
トラキア人以外では、ドナウ川の下流あたりにいたバスタルナエ族も用いていたことがガイウス・ウァレリウス・フラックスの著作『アルゴナウティカ』で述べられている。
同じく、ドナウ川付近で暮らしていたダキア人も似たような武器を使用していたが、こちらはファルクスと呼ばれる金属一体成型の刀剣で、後にファルシオンの語源となった。